# كين تورنر (لاعب كرة قاعدة)
كين تورنر (بالإنجليزية: Ken Turner)‏ هو لاعب كرة قاعدة أمريكي، ولد في 17 أغسطس 1943 في فرامينغهام في الولايات المتحدة، وتوفي في 22 ديسمبر 2016.

## وصلات خارجية
- كين تورنر على موقع دوري كرة القاعدة الرئيسي (الإنجليزية)
- كين تورنر على موقعبيزبول رفرنس.كوم (الدوري الرئيسي) (الإنجليزية)
- كين تورنر على موقعبيزبول رفرنس.كوم (الدوري الثانوي) (الإنجليزية)